# パツリン
パツリン (patulin) は、ペニシリウム属（アオカビ類） Penicillium expansum、アスペルギウス属（コウジカビ類）によって作られる、マイコトキシン（かび毒）の一種。

## 特長
不飽和5員環ラクトンを含む2環構造のカビ毒。極大吸収波長276 nmの紫外線吸収性があることから、その性質を利用した検出が行われる。菌が付着して腐敗したリンゴ・ブドウ・モモ等から検出される。特にリンゴ製品のパツリンの量は製品の品質の基準として用いられる。
カルシウム塩は Penicillium expansum の増殖抑制効果があることが報告されている。
パツリンは他のマイコトキシンと比較すると強力な毒物質ではないが、細胞膜に対する膜透過性を阻害する特性を持ち、臓器出血性のほかいくつかの研究で遺伝毒性を持つことが示され、動物実験を通して発癌性の可能性が示唆されている。

### パツリン産生の影響因子
りんご品種により産生量が異なり「ジョナゴールド」が「ふじ」よりも多かったとする報告がある。なお、全ポリフェノール量とリンゴ酸量はパツリン産生と負の相関関係があり、産生に影響を及ぼす果実成分は、果物特有の香気成分を構成するエチルエステル化合物の酪酸メチル類などで濃度依存的な促進効果がみられたと報告されている
。

### 分解
アルコール発酵により分解する。また、条件によっては、アスコルビン酸はパツリンを消失させる。従って、オレンジなど柑橘類でのパツリン汚染は発生しない。150℃の高温処理では20%の減少と、亜硫酸塩の添加及び活性炭処理によって減少することが報告されている。

## 産生菌
- ペニシリウム属（アオカビ類）Penicillium expansum など

## 毒性
マウス経口評価では、
- 急性: LD50 17mg/kg 消化管の充血、出血、潰瘍等
- 短期: 摂餌量及び体重増加量の抑制、腎機能障害、十二指腸の充血
- 長期: 体重増加抑制

### 代謝
赤血球及び肝臓、肺、脾臓、腎臓に分布するが、ほぼ24時間以内に排出される。

## 基準
いくつかの国ではリンゴ製品に対しパツリン規制を設けていて、世界保健機関(WHO)ではリンゴジュース中のパツリンの最大濃度は50 µg/Lを推奨している。

## 日本国内の汚染状況
福岡市保健環境研究所保健科学部門報告による、市販リンゴ果汁（100%果汁）の汚染調査によれば、16検体の試料のうちストレート果汁（6検体）からは不検出で、濃縮還元の10検体からは基準値の0.050ppm以内のパツリンを検出している。

### 中毒事例
日本では、1964年神戸で汚染された飼料が原因となった乳牛の集団中毒が発生している。